# Cornelio Fabro
Cornelio Fabro (Flumignano, Udine, 24 de agosto de 1911-Roma, 4 de mayo de 1995) fue un filósofo, religioso estigmatino y sacerdote italiano. Se le reconoce -entre otros méritos intelectuales- haber devuelto el tomismo a sus raíces y haberlo puesto en relación con el pensamiento moderno. Fue, además, uno de los primeros estudiosos del existencialismo, e introdujo en Italia la obra de Kierkegaard, que tradujo directamente del danés.

## Magisterio
Fue ordinario de filosofía en la Universidad de Perugia, también profesor en la Pontificia Universidad Lateranense y director fundador en la Pontificia Universidad Urbaniana de Roma del Instituto de Historia del Ateísmo, que fue el primero de su género en Europa. También fue ordinario de filosofía en la facultad de magisterio en la Universidad Católica de Milán.

## Obra
Su principal interés filosófico estuvo dirigido al estudio del acto de ser y de la conciencia, en una especie de diálogo de la filosofía moderna y contemporánea con los textos de Tomás de Aquino, que estudió con especial detalle. De estos estudios surgieron sus obras sobre la noción de participación y sobre la percepción, donde tomaba en consideración la así llamada Gestalttheorie y la relación entre pensamiento y percepción defendiendo su unidad. Sin embargo, su mayor aportación fue hacer ver que las influencias platónicas y aristotélicas en el pensamiento de Tomás de Aquino no eran eclecticismo ni simple paso de un sistema a otro, sino fruto de una síntesis que había enriquecido sobremanera el pensamiento de ambos filósofos griegos. Esto le valió una áspera discusión con el P. Pedro Descoqs, SI.
Posteriormente dedicó su atención a los problemas típicos de la filosofía: Dios, el alma y el mundo (esto a través de rigurosos estudios sobre la historiografía cristiana).
Sin embargo, nunca dejó de lado el diálogo intenso y la confrontación con la filosofía moderna. Estudió el pensamiento de figuras como Kant, Hegel, Marx, Heidegger o Sartre, "no sólo para someterlos a una crítica severa, sino también para recoger aportaciones que pudieran enriquecer o estimular el pensamiento clásico", según observa un comentario publicado tras su muerte en L'Osservatore Romano. Tradujo y comentó obras de Kierkegaard haciendo ver la profunda inquietud religiosa del que era considerado antecesor del existencialismo contemporáneo.
El último período de su producción la dedicó a combatir la aplicación de filosofías heideggerianas a la teología, criticando agriamente a teólogos como Karl Rahner por intentar asimilar el pensamiento de Tomás de Aquino con el del filósofo alemán.
Murió acompañado por sus hermanos en religión en 1995.

### Obras de Fabro
- La nozione metafisica di partecipazione secondo S. Tommaso, Milán 1939.
- Neotomismo e neosuarezismo, Piacenza 1941.
- La fenomenologia della percezione, Milán 1941.
- Percezione e pensiero, Milán 1941.
- Introduzione all'esistenzialismo, Milán 1943.[4]
- Problemi dell'esistenzialismo, Roma 1945.
- Tra Kierkegaard e Marx, Florencia 1952.
- Dio. Introduzione al problema teologico, Roma 1953.
- La storiografia nel pensiero cristiano, Milán 1953.
- L'Assoluto nell'esistenzialismo, 1954.
- L'anima, Roma 1955.
- Dall'essere all'esistente, Brescia 1957.
- Profili di Santi, 1957.
- Vangeli delle domeniche, 1959.
- Breve introduzione al tomismo, Roma 1960.
- Georg W. F. Hegel: La dialettica, 1960.
- Participation et causalité selon S. Thomas D'Aquin, 1961.
- Partecipazione e causalità, Turín 1961.[5][6][7]
- Feuerbach-Marx-Engels. Materialismo dialettico e materialismo storico, 1962.
- Introduzione all'ateismo moderno, Roma 1964.[8][9]
- L'uomo e il rischio di Dio, 1967.
- Esegesi tomistica, 1969.
- Tomismo e Pensiero moderno, 1969.
- La svolta antropologica di Karl Rahner, Milán 1974.
- L'avventura della teologia progressista, Milán 1974.
- L'essenza del cristianesimo. Ludwig Feuerbach, 1977.
- Søren Kierkegaard. Il problema della Fede, 1978.
- La trappola del compromesso storico (Da Togliatti a Berlinguer), 1979.
- La preghiera nel pensiero moderno, 1979.[10][11][12]
- L'alienazione dell'occidente. (Osservazioni sul pensiero di Emanuele Severino), 1981.
- Momenti dello spirito I, 1983.
- Momenti dello spirito II, 1983.
- Introduzione a san Tommaso, Ed. Ares, Milán 1983, ISBN 88-8155-142-X
- Riflessioni sulla libertà Ed. Magglioli Editore, Rimini 1983.
- Gemma Galgani. Testimone del soprannaturale, 1987.
- L'enigma Rosmini, 1988.
- Le prove dell'esistenza di Dio, 1989.[13]

También dirigió una colección de Historia de la filosofía, publicada en Roma en 1954.

### Algunas obras editadas en español
- El temple de un Padre de la Iglesia, Madrid, Ediciones Rialp, 2002, 196 pp. ISBN 978-84-321-3407-4
- Introducción al tomismo, Madrid, Ediciones Rialp, 1999, 2ª ed., 174 pp. ISBN 978-84-321-3259-9[14]
- Introducción al problema del hombre: la realidad del alma, Madrid, Ediciones Rialp, 1982, 324 pp. ISBN 978-84-321-2131-9
- Drama del hombre y misterio de Dios, Madrid, Ediciones Rialp, 1977, 798 pp. ISBN 978-84-321-1910-1
- Ludwig Feuerbach: la esencia del cristianismo, Madrid, EMESA, 1977, 244 pp. ISBN 978-84-265-5311-9
- Percepción y pensamiento, Pamplona, EUNSA, 1978, 645 pp. ISBN 978-84-313-0495-9
- La aventura de la teología progresista, Pamplona, EUNSA, 1976, 330 pp. ISBN 978-84-313-0430-0
- Historia de la Filosofía (vol. I), Madrid, Ediciones Rialp, 1965, 633 pp. ISBN 978-84-321-0233-2
- Historia de la Filosofía (vol. II), Madrid, Ediciones Rialp, 1965, 730 pp.
- El pecado en la Filosofía moderna, Madrid, Ediciones Rialp, 1963, 237 pp. ISBN 978-84-321-0827-3